# Forestville (Kalifornia)
Forestville – jednostka osadnicza w Stanach Zjednoczonych, w stanie Kalifornia, w hrabstwie Sonoma.